# Laophontodes antarcticus
Laophontodes antarcticus is een eenoogkreeftjessoort uit de familie van de Ancorabolidae. De wetenschappelijke naam van de soort is voor het eerst geldig gepubliceerd in 1918 door Brady.